# Megaviricetes
Classe
Familles de rang inférieur
- Allomimiviridae
- Ascoviridae
- Hydriviridae
- Iridoviridae
- Marseilleviridae
- Mamonoviridae
- Mesomimiviridae
- Mimiviridae
- Orpheoviridae
- Phycodnaviridae
- Pithoviridae
- Schizomimiviridae

Les Megaviricetes sont une classe de virus. Elle contient des virus géants, en particulier les « grands virus nucléocytoplasmiques » de l'embranchement des Nucleocytoviricota. Les membres de la classe sont connus pour être bien plus grands que la plupart des virus. Premièrement, leur génome est plus long, avec des gènes impliqués dans la réparation de l'ADN, la réplication de l'ADN, la transcription, la traduction génétique et d'autres processus que la majorité des virus n'ont pas. Deuxièmement, les Megaviricetes ont une grande taille, allant jusqu'à être plus grands que certaines bactéries.

## Taxonomie
La classe contient les ordres/sous-ordres et les familles/sous-familles suivants :
- Algavirales
  - Phycodnaviridae
- Imitervirales
  - Allomimiviridae
  - Mesomimiviridae
  - Mimiviridae
  - Schizomimiviridae
- Pimascovirales
  - Ocovirineae
    - Hydriviridae
    - Orpheoviridae
    - Pithoviridae
      - Orthocedratvirinae
      - Orthopithovirinae

  - Ascoviridae
  - Iridoviridae
    - Alphairidovirinae
    - Betairidovirinae

  - Marseilleviridae
  - Mamonoviridae